# Sebastian Gemkow
Sebastian Gemkow (* 27. července 1978 Lipsko) je saský právník a politik za CDU. V letech 2014–2019 zastával post saského státního ministra spravedlnosti a od roku 2019 je saským státním ministrem pro vědu.

## Život
V roce 1997 Gemkow maturoval na gymnáziu Neue Nikolaischule v Lipsku a poté letech 1998–2004 studoval právo na univerzitách v Lipsku, Hamburku a na Humboldtově univerzitě v Berlíně. Po absolvování první státní zkoušky v roce 2004 pracoval jako advokátní koncipient v Lipsku a v roce 2006 vykonal druhou státní zkoušku. Následně pracoval v Lipsku jako právník a do konce roku 2014 vedl společnou advokátní kancelář s Denisem van Ngocem.
Gemkow žije v Lipsku, je ženatý s Estonkou Nadjou Jefanowou a má čtyři děti. Hlásí se k evangelicko-luterskému vyznání. Jeho otec Hans-Eberhard Gemkow byl od roku 1990 až do své smrti v roce 1994 městským radním v Lipsku. Sebastian Gemkow je příbuzný s pedageogem a politikem Rudolfem Krausem (prastrýc) a generálem a odbojářem Hansem Osterem (praprastrýc).

## Politika
Gemkow je od roku 1998 členem CDU. Ve zemských volbách v roce 2009 byl ve volebním obvodu Lipsko 2 přímým kandidátem a s 28,5 % hlasů (nejnižší procento prvních hlasů ze všech zvolených kandidátů na volební obvod) byl zvolen poslancem Saského zemského sněmu. V 5. volebním období Saského zemského sněmu byl členem Výboru pro vědu a vysoké školy, kulturu a média, Volebního výboru, Parlamentního kontrolního grémia a 1. vyšetřovacího výboru 5. Saského zemského sněmu „Abfall-Missstands-Enquete“. V saských zemských volbách v roce 2014 obhájil Gemkow ve volebním obvodu Lipsko 4 poslanecký mandát se ziskem hlasů 24,9 %, a to těsně před kandidátem strany Die Linke (23,8% ). Dne 13. listopadu 2014 jej předseda vlády Stanisław Tilich jmenoval saským státním ministrem spravedlnosti ve své druhé vládě. Ve stejné funkci pokračoval i v navazující první vládě Michaela Kretschmera.
V noci na 24. listopad 2015 došlo v jeho bytě v Lipsku k útoku kyselinu máselnou, při kterém bylo též do obývacího pokoje vrženo několik dlažebních kamenů. Původní předpoklady směřovaly k levicovým extrémistům, během vyšetřování však vyšlo najevo, že hlavním pachatelem byl trestně odsouzený násilný neonacista, který se skrze MMA přátelil s partnerem Gemkowovy právnické firmy Denisem van Ngocem. Pachatelé pravděpodobně zaměnili byt kvůli označení domovních zvonků. Ve stejném patře se nachází byt, jehož adresa je zaznamenána u oděvní značky oblíbené na levicové scéně.
Sebevražda Dschabera al-Bakra, z terorismu podezřelého člena Islámského státu, kterou spáchal v říjnu 2016 ve věznici v Lipsku, vyvolala ohlas v celoněmeckých médiích. Po podezření na pochybení lipského nápravného zařízení převzal Gemkow politickou odpovědnost za Saskou státní vládu, vyloučil však svou rezignaci.
V 7. saských zemských volbách v roce 2019 byl ve volebním obvodu Severní Sasko 2 s 34,3 % přímých hlasů znovu zvolen poslancem Saského zemského sněmu. V druhé vládě Michaela Kretschmera zastává Gemkow od 20. prosince 2019 funkci saského státního ministra pro vědu na státním ministerstvu pro vědu, kulturu a turismus, přičemž funkci saské státní ministryně pro kulturu a turismus vykonává stranická kolegyně Barbara Klepschová.
Dne 18. listopadu 2019 jej lipská CDU 99,25 % hlasů nominovala jako kandidáta pro primátorské volby v roce 2020. V prvním kole, konaném 2. února 2020, získal 31,6 % hlasů před úřadujícím sociálnědemokratickým primátorem Burkhardem Jungem (29,8 %). Druhé hlasování, ve kterém stačí nadpoloviční většina, následovalo 1. března 2020. V něm zvítězil Jung se 49,1 % hlasů, přibližně o 3300 hlasů před Gemkowem, který získal 47,6 %. Třetí kandidát, Ute Elisabeth Gabelmannová za Piráty, získala 3,3 % hlasů.
V 8. saských zemských volbách kandidoval Gemkow ve volebním okrsku Severní Sasko 2. Přímý mandát těsně nezískal a poslanecké křeslo proto obhájil skrze kandidátní listinu (druhý hlas). Ve třetí vládě Michaela Kretschmera pokračuje ve funkci saského státního ministra pro vědu.